# RBW
RBW (kor. 알비더블유, skrót od Rainbowbridge World) – południowokoreańska firma z branży rozrywkowej, założona przez Kim Jin-woo i Kim Do-hoona. Powstała 3 marca 2010 roku.
Firma zarządza takimi artystami jak Mamamoo, Vromance, Onewe i Oneus.

## Firmy zależne
Cloud R
All Right Music
RBW Vietnam
RBW Japan
W 2017 roku RBW założyło w Japonii wytwórnię zależną, której zadaniem jest prowadzenie przesłuchań i rozwój artystów w tym kraju. Firma zapowiedziała też japoński debiut Mamamoo w październiku 2018 roku, przy współpracy z lokalną wytwórnią Victor Entertainment jako dystrybutorem muzyki, a następnie Oneus i Onewe w 2019 roku, z odpowiednio Kiss Entertainment i Gem jako dystrybutorami muzyki.
Modern RBW
Producent RBW Kim Hyun-kyu wspólnie z Modern K Music Academy stworzył nową podwytwórnię „Modern RBW” (kor 모던 한 RBW), której celem jest promowanie aspirujących artystów poprzez serię singli.
WM Entertainment
7 kwietnia 2021 roku RBW ogłosiło, że wykupiło 70% udziałów WM Entertainment – agencji takich zespołów jak Oh My Girl, B1A4 i ONF. Dzięki temu przejęciu WM Entertainment będzie działać jako niezależna wytwórnia pod RBW i utrzyma swoje kierownictwo.
DSP Media
26 stycznia 2022 roku RBW ogłosiło, że wykupiło 39,13% udziałów DSP Media – agencję takich zespołów jak Kard i Mirae Young Posse. Dzięki tej akwizycji DSP Media będzie działać jako niezależna wytwórnia pod RBW i utrzyma swoje kierownictwo.

## Artyści

### Grupy
- Mamamoo
- Vromance
- Oneus
- Onewe
- Purple Kiss
- Nxd

### Soliści
- Solar
- Moonbyul

### Producenci
Źródło: 
- Kim Do-hoon
- Hwang Sung-jin
- Lee Sang-ho
- Kwon Suk-hong
- Kim Hyun-gyu
- Choi Gap-won
- Song Jun-ho
- Choi Yong-chan
- Seo Yong-bae
- Park Woo-sang
- Yun Young-jun
- Im Sang-hyuck
- Kim Ki-hyun
- Mingkey
- Lee Hoon-sang
- Jeon Da-woon

### Byli artyści
- Geeks (2012-2016) (współzarządzany z HOW Entertainment)
- ESna (2014–2017)
- Phantom (2012–2017) (współzarządzany z Brand New Music)
- OBROJECT (2014-2017) (współzarządzany z TSN Entertainment)
- Monday Kiz (2016-2018)
- P.O.P (2017-2018) (współzarządzany z DWM Entertainment)
- Yangpa (2015-2018)
- Basick (2015-2018)
- Jin-Ju (2018–2020)
- Mamamoo
  - Wheein (2014–2021)[7]
  - Hwasa (2014–2023)